# Arhopala abseus
Arhopala abseus är en fjärilsart som beskrevs av William Chapman Hewitson 1862. Arhopala abseus ingår i släktet Arhopala och familjen juvelvingar. Inga underarter finns listade i Catalogue of Life.

## Bildgalleri

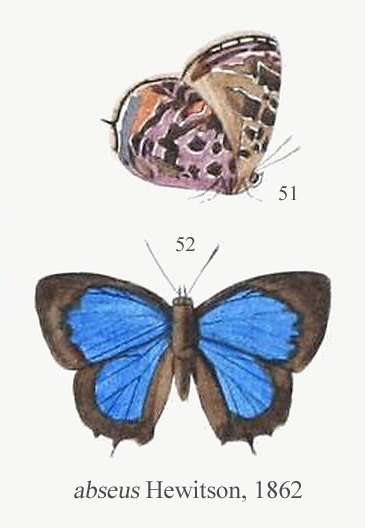
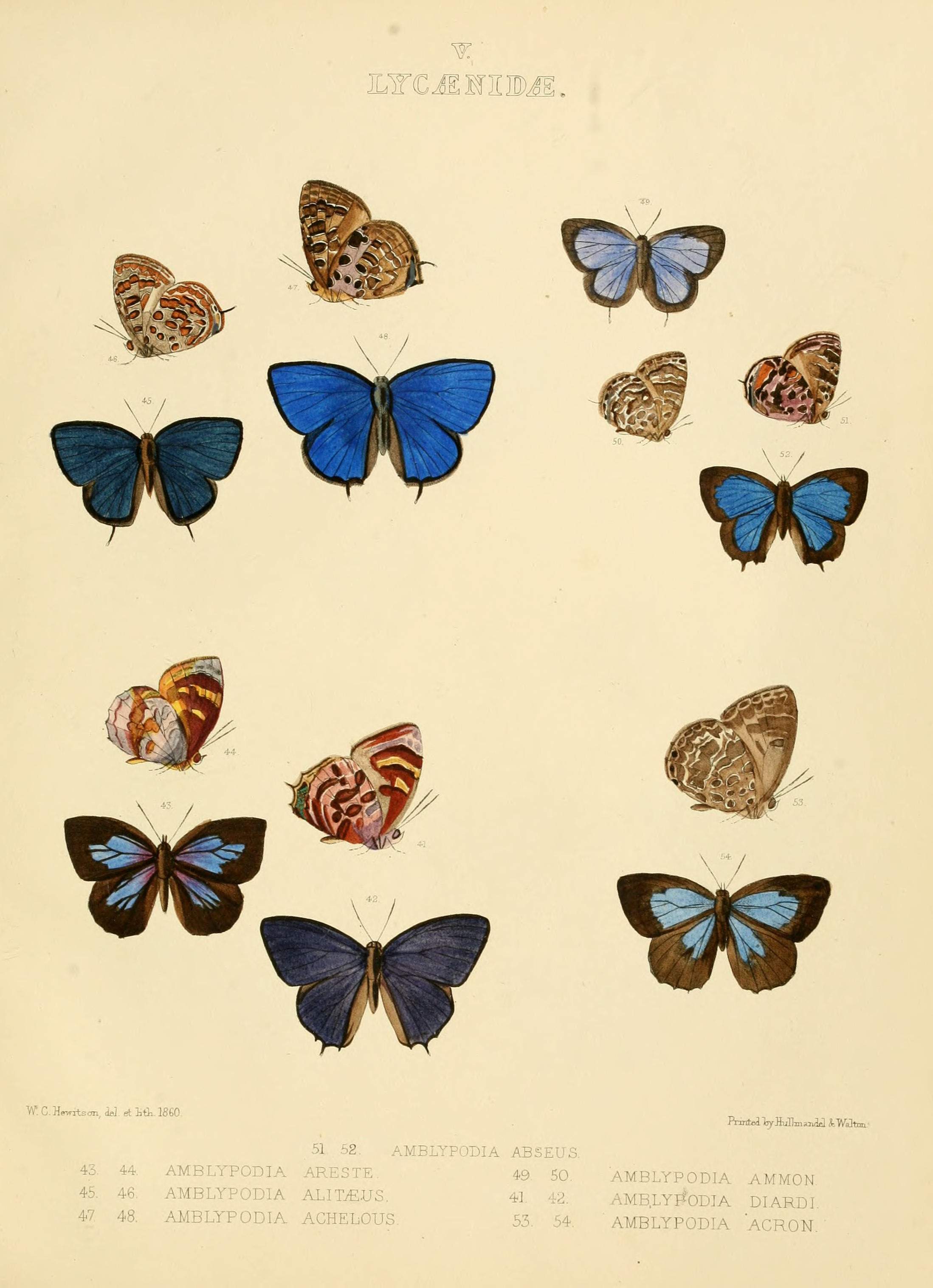
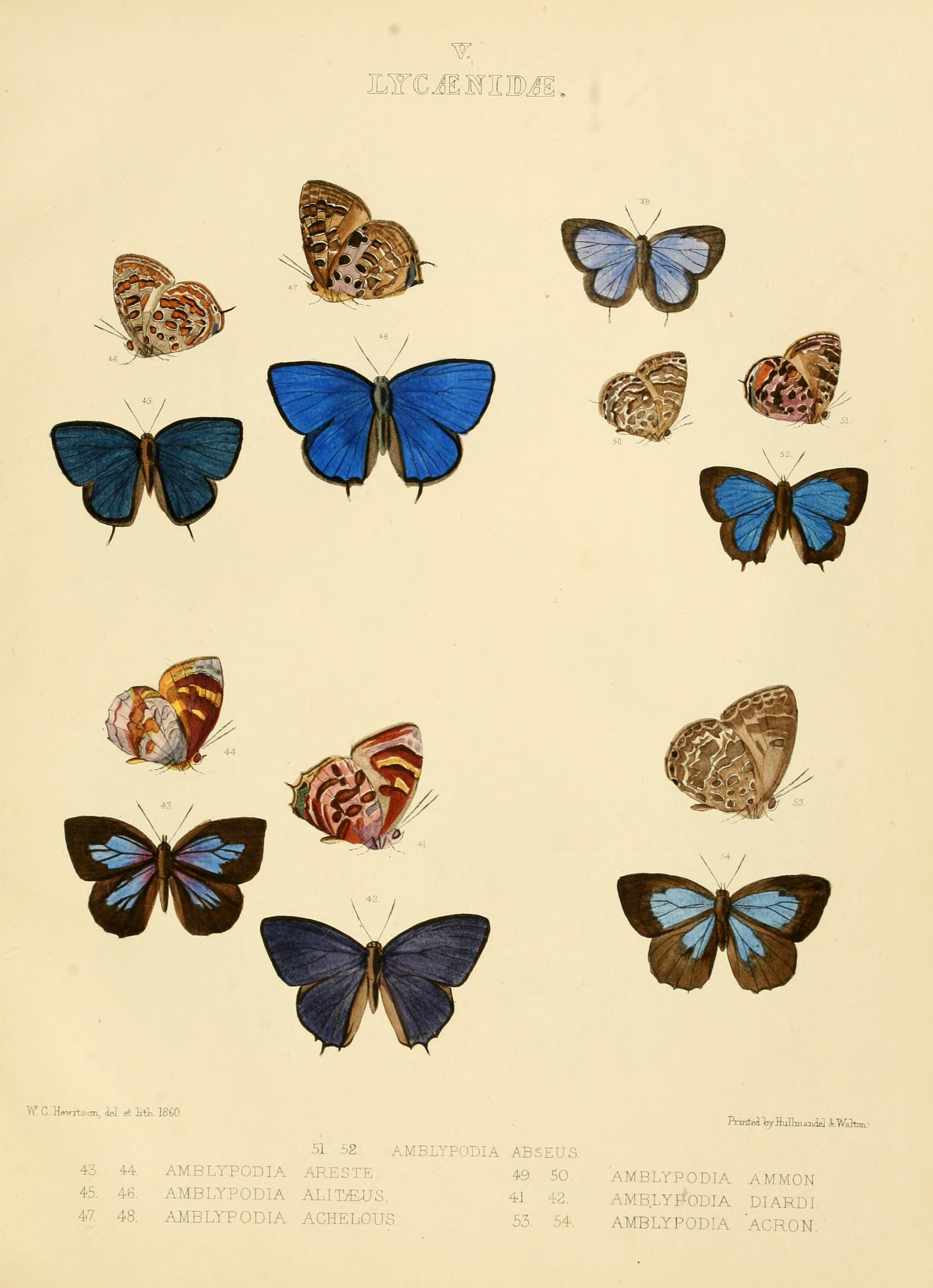
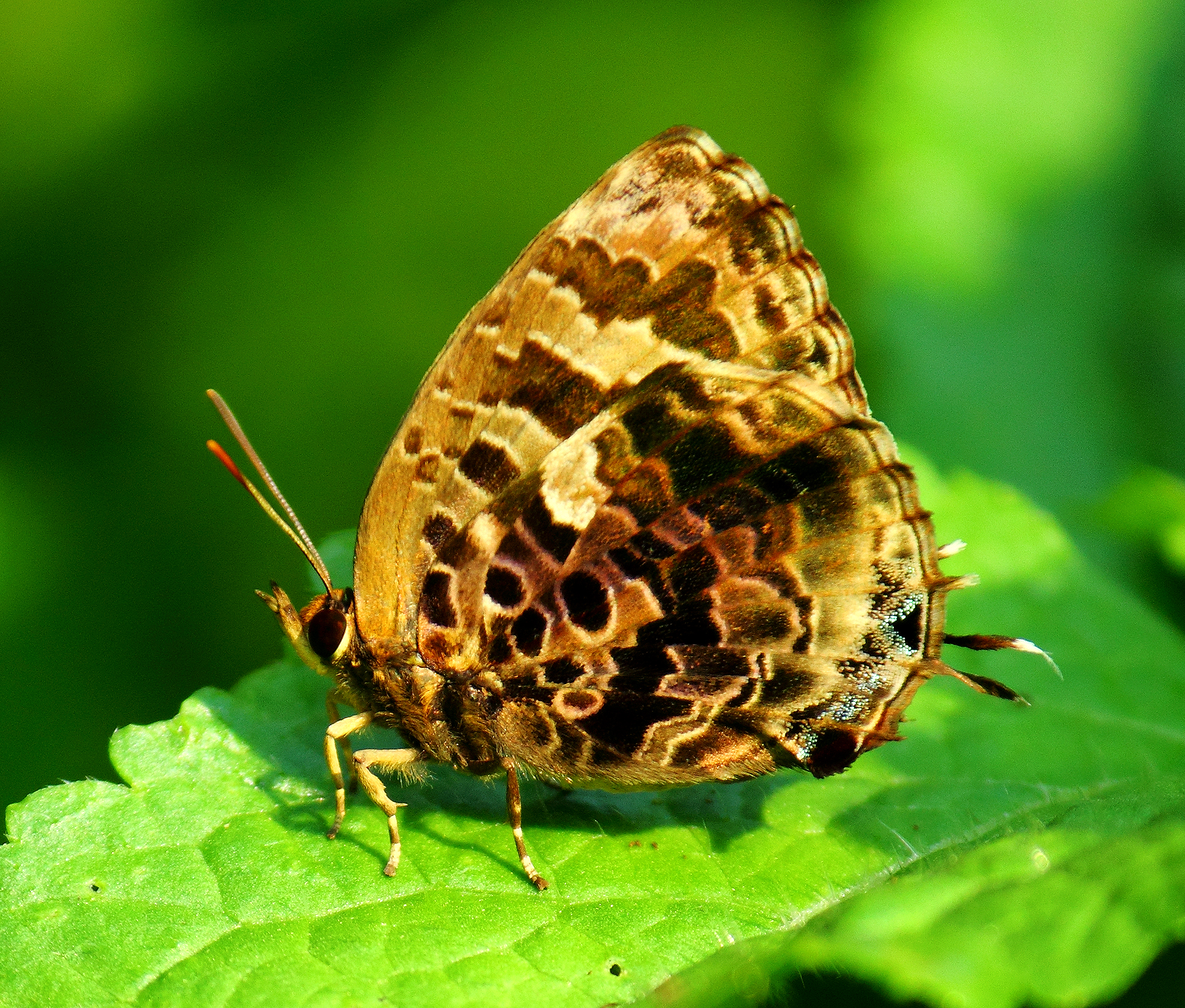